# Bror Blume
Bror Emil Blume-Jensen (* 22. Januar 1992 in Kopenhagen) ist ein dänischer Fußballspieler.

## Karriere

### Verein
Blume begann seine Karriere beim Lyngby BK. Zur Saison 2011/12 rückte er in den Profikader von Lyngby. Sein Debüt in der Superliga gab er im September 2011, als er am achten Spieltag jener Saison gegen den FC Kopenhagen in der Startelf stand. Bis Saisonende kam er zu einem weiteren Einsatz in der höchsten Spielklasse, mit Lyngby stieg er zu Saisonende allerdings in die 1. Division ab. In der zweiten Liga kam er in der Saison 2012/13 zu vier Einsätzen. In der Saison 2013/14 absolvierte der Mittelfeldspieler 33 Zweitligapartien, in denen er vier Tore erzielte. In der Saison 2014/15 kam er zu 19 Zweitligaeinsätzen. In der Saison 2015/16 spielte er 16 Mal in der 1. Division, mit Lyngby konnte er in jener Saison als Meister wieder in die Superliga aufsteigen. In der höchsten Spielklasse kam er in der Saison 2016/17 zu 28 Einsätzen. Mit dem Aufsteiger beendete er die Saison als Dritter und nahm somit in der darauffolgenden Saison an der Qualifikation zur UEFA Europa League teil, in der Blume seine ersten Erfahrungen im Europacup sammeln konnte. Lyngby, das bereits in der ersten Runde einsteigen musste, scheiterte in der dritten Runde am FK Krasnodar, in den sechs Partien der Dänen kam Blume fünfmal zum Einsatz und erzielte im Erstrundenhinspiel gegen Bangor City auch das entscheidende 1:0. In der Saison 2017/18 kam er zu 19 Ligaeinsätzen, ehe er im Februar 2018 seinen Vertrag in Lyngby auflöste.
Nach rund einem Monat ohne Klub schloss Blume sich daraufhin im März 2018 dem Ligakonkurrenten Aarhus GF an. Bis Saisonende kam er zu fünf Einsätzen für Aarhus in der Superliga. In der Saison 2018/19 absolvierte er 15 Erstligapartien. In der Saison 2019/20 kam er zu 35 Saisoneinsätzen, die Spielzeit beendete er mit Aarhus als Dritter, über das Dänemark-interne Play-off qualifizierte sich der Verein für den Europacup. In der Qualifikation zur Europa League in der folgenden Spielzeit scheiterte der Verein allerdings in der zweiten Runde, Blume kam in beiden Spielen Aarhus’ zum Einsatz. In der Liga kam er in der Saison 2020/21 zu 30 Einsätzen.
Zur Saison 2021/22 wechselte Blume nach Österreich zur WSG Tirol. Für die WSG kam er in vier Jahren zu 88 Einsätzen in der Bundesliga. Nach der Saison 2024/25 verließ er die WSG.
Zur Saison 2025/26 kehrte Blume anschließend zu Zweitligist Lyngby BK zurück.

### Nationalmannschaft
Blume spielte zwischen Juli 2011 und Februar 2012 viermal für die dänische U-20-Auswahl.